# Anajapyx menkei
Anajapyx menkei är en urinsektsart som beskrevs av Smith 1960. Anajapyx menkei ingår i släktet Anajapyx och familjen Anajapygidae. Inga underarter finns listade i Catalogue of Life.